# 白胶黑耳
白胶黑耳（学名：Exidia tremelloides）是属于银耳目银耳科黑耳属的一种真菌，长在阔叶林中的壳斗科、木兰科、漆树科等阔叶树的枯枝上。该种分布于中国、美国。